# José António Francisco Maria Xavier de Sá Pereira Coutinho

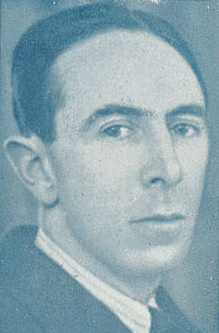
O Conde de Aurora

José António Maria Francisco Xavier de Sá Pereira Coutinho (Ponte de Lima, 29 de Abril de 1896- Ponte de Lima, 3 de Maio de 1969), assinava as suas obras como Conde d'Aurora por o ser como filho único do 2.º conde de Aurora, foi um escritor português e licenciou-se em Direito pela Universidade de Coimbra.
Nasceu a 29 de Abril de 1896, em Ponte de Lima, na Casa de Nossa Senhora de Aurora, e faleceu no Porto a 3 de Maio de 1969.
Exerceu, no Porto, as funções de juiz do Tribunal de Trabalho.
Era convictamente católico, monárquico e tradicionalista. Em 1919, por se opor ao regime republicano exilou-se por motivos políticos que se prenderam com a revolução que foi conhecida como Monarquia do Norte, tendo vivido em Espanha, no Brasil e na Argentina.
Fundou em 1921 o jornal Pregão Real e dirige a Liga Agrária do Norte.
Por intermédio da acção de António Ferro, juntamente com João Ameal e outros mais, durante a governação do Estado Novo, em 1935, foi convidado a fazer parte do conselho directivo da Liga de Acção Universal Corporativa.
A sua obra, e repartida em vários géneros, e é uma devotada defesa do tradicionalismo cultural, empreendida nos moldes formais do realismo literário. Roteirista e realista de indiscutível mérito, escreveu uma monografia histórica da Ribeira-Lima e um curioso itinerário romântico do Porto.
Como ficcionista, publicou O Pinto, em 1935, trabalho que obteve o prémio de romance Eça de Queiroz e onde são desfibradas as particularidades do caciqueirismo político liberal, deu-lhe um lugar de pioneiro na reapreensão contemporânea do magistério realista. Representante esclarecido de uma geração amadurecida nos tempos da 1ª República, é também uma figura indissociável do mais entranhado nacionalismo e anti-liberalismo.
O Minho e Douro Litoral devem-lhe assinalados serviços pelo conhecimento que deles temos, hoje, pela sua obra.

## Principais Obras
- 1921 - D. Aleixo (romance)
- 1924 - Flôr de pecado: Novela o outras[4]
- 1931 - O Estado e as Missões, passado, presente, futuro: tese apresentada ao 1º Congresso Missionário Portuguez, realisado na cidade de Barcelos em Setembro de 1931
- 1935 - O Pinto: infância, paixões e morte de um cacique eleitoral: romance
- 1935 - A Vida do Linho[5]
- 1936 - Pela Grei: exortações
- 1939 - A raínha D. Maria Pia: elogio histórico e biográfico
- 1940 - Dans l'héritage de Sardinha[6]
- 1942 - Livro de Contos
- 1946 - Eça de Queirós e a Nobreza: conferência[7]
- 1952 - Mal Notadas Letras
- 1952 - Eça de Queiroz, mestre de portugalidade
- 1953 - O Porto a Salazar[8]
- 1962 - Itinerário Romântico do Porto[9]
- 1959 - O Douro Litoral[10]
- 1962 - Itinerário do Primeiro Vinho Exportado de Portugal para a Grã-Bretanha[11]

De Salientar ainda uma edição de o Caminho Português para Santiago de Compostela(1965) e outras, sobre a sua terra natal, O Roteiro da Ribeira Lima (1929), a Monografia do Concelho de Ponte de Lima (1946) e Ponte de Lima (roteiro turístico) (1959).

## Dados Genealógicos
Filho de:
- José de Sá Coutinho da Costa de Sousa de Macedo Sotomaior Barreto, 2º conde de Aurora, e de Maria Angelina da Natividade Pereira da Silva de Sousa e Menezes, filha de Sebastião Correia de Sá Meneses Brandão e de Joana Maria do Rosário Francisca Sales Pereira da Silva de Sousa e Menezes, 2ª condessa de Bertiandos.

Casado com:
- Maria da Graça de Abreu Castelo-Branco, filha de Manuel Nicolau de Abreu Castelo-Branco, 3º conde de Fornos de Algodres e de D. Maria da Assunção Rosa Brázea do Perpétuo Socorro de Almeida Correia de Sá.

Pai de:
- Maria da Assunção de Sá Pereira Coutinho Sotomaior casada com Fernando Luís Coruche.
- Maria Angelina de Sá Coutinho Sotomaior casada com D. Sebastião de Oliveira de Almeida Calheiros de Lancastre.
- Maria Emília de Sá Pereira Coutinho Sotomaior casada com Lopo Manuel Caroça de Carvalho.
- Maria José Teresa do Menino Jesus de Sá Coutinho casada com Manuel José de Almeida Sobral.
- Maria Eugénia de Sá Pereira Coutinho Sotomaior casada com Eduardo Machado Correia de Barros.
- Joana Maria de Sá Pereira Coutinho Sotomaior casada com Frederico Burnay Carvalhosa de Oliveira.
- João de Sá Coutinho Rebelo Sotomaior, 4º conde de Aurora, embaixador, casado com Maria Teresa da Costa de Sousa de Macedo Martins Moreira.
- Maria Antónia de Aurora de Sá Pereira Coutinho casada com José Estácio Ribeiro da Cunha
- Manuel Sotomaior de Sá Coutinho casado com Margarida Braz do Monte Pegado.